# Меркенники
Меркенники (пол. Mierkienniki) — село в Польщі, у гміні Ґоньондз Монецького повіту Підляського воєводства.
У 1975-1998 роках село належало до Ломжинського воєводства.